# 林田雪菜
林田 雪菜（はやしだ ゆきな、1991年12月1日 - ）は、日本のアナウンサー、ニュースキャスター、女性ローカルタレント。熊本県熊本市出身。

## 人物
- 熊本学園大学付属高等学校[2]（49期生）、熊本学園大学商学部出身[3]。
- 血液型はA型[1]。愛称は「ゆっきーな」。
- 主にテレビ熊本などへのレギュラー出演のほか、熊本県内でのレポーター、イベントの司会などを中心に活動している。
- テレビ出演以前はレースクイーンやモデル活動をしていた。
- クラシックバレエ経験者である。
- 秘書検定2級、色彩検定2級を持っている。

## レギュラー出演

### テレビ
テレビ熊本
- TKU Live News
  - 平日版気象キャスター及び週末版（主に日曜）[4][5]キャスターをつとめる。
- FNN_Live_News_days (週末版)（主に日曜を担当）
- ナイトマガジン
- #ジョシライフ[6][7]
- ハイスクール天国

## 過去のレギュラー出演

### テレビ
テレビ熊本
- 若っ人ランド
- TKU みんなのニュース
  - 寺田菜々海アナウンサーの産休にともない、2016年10月24日から平日版気象キャスターを担当。
- TKUプライムニュース
  - 平日版気象キャスターをつとめた。

### ラジオ
FM791
- Bridal Music Cafe